# Gascoignella
Gascoignella is een geslacht van weekdieren uit de klasse van de Gastropoda (slakken).

## Soorten
- Gascoignella aprica Jensen, 1985
- Gascoignella jabae Swennen, 2001
- Gascoignella nukuli Swennen, 2001